# Patata novella di Messina
La patata novella di Messina (pomme de terre nouvelle de Messine), est une production traditionnelle de pomme de terre de la province de Messine (Italie), plus particulièrement de la vallée du Niceto. Cette production est un produit agroalimentaire traditionnel, protégé par un label de qualité italien (prodotti agroalimentari tradizionali ou PAT).
C'est une production de primeurs qui compte tenu du climat très doux peut être récoltée entre mai et juin.
Les variétés cultivées pour ce label sont 'Spunta' et 'Sieglinde'.

## Utilisation
La pomme de terre de Messine est utilisée principalement à l'état frais en cuisine, en tranches ou bouillie, elle est aussi employée comme garniture de la salade de poulpe ou dans le piscistoccu a ghiotta, plat préparé avec des tranches de stockfish (morue séchée) longuement cuites dans une sauce à base de céleri, d'olives vertes salées, de câpres, de sauce tomate, de pommes de terre le tout abondamment arrosé d'huile d'olive extra vierge.